# 185 Eunike
Eunike (asteroide 185) é um asteroide da cintura principal com um diâmetro de 157,51 quilómetros, a 2,3911616 UA. Possui uma excentricidade de 0,1271362 e um período orbital de 1 656,08 dias (4,54 anos).
Eunike tem uma velocidade orbital média de 17,99540098 km/s e uma inclinação de 23,22034º.
Este asteroide foi descoberto em 1 de Março de 1878 por Christian Peters.